# Horst Alsleben

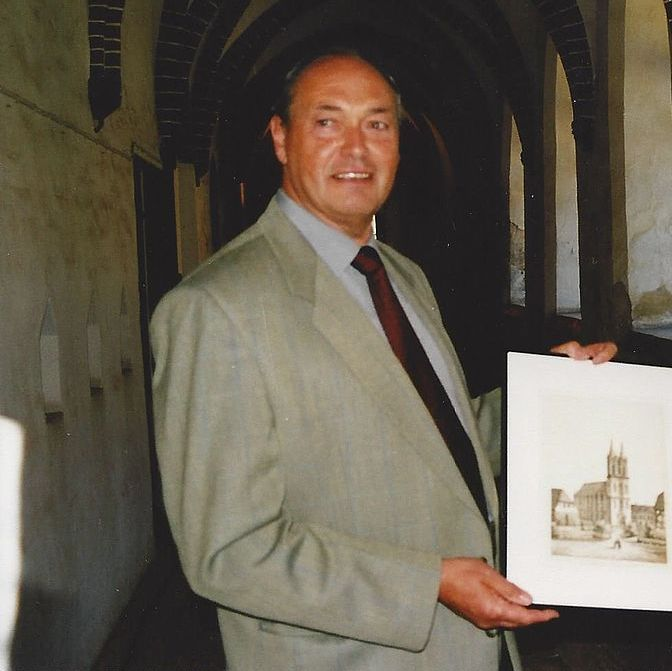
Horst Alsleben im Kloster Dobbertin (2000)

Horst Alsleben (* 8. Mai 1940 in Posen; † 12. Oktober 2023 in Bernstorf) war ein deutscher Bauingenieur und Fachingenieur für Denkmalpflege.

## Leben

### Kindheit, Jugend, Ausbildung
Alsleben entstammte einer Rigaer Familie von Deutsch-Balten. Nach dem Deutsch-sowjetischen Nichtangriffspakt von 1939 schloss sich die Familie der Umsiedlung der Deutsch-Balten an und verließ Riga am 22. November 1939 mit der Steuben. Wie viele Deutsch-Balten blieb sie zunächst in Posen. In der Schlacht um Posen floh sie am 22. Januar 1945 in die Altmark nach Gardelegen. Alsleben durchlief eine Berufsausbildung zum Maurer und nachfolgend noch zum Zimmermann bei der Bau-Union in Magdeburg. Die berufliche Weiterbildung begann er 1961 in Magdeburg an der Ingenieurschule für Wasserwirtschaft und Bauwesen, der nachmaligen Hochschule Magdeburg-Stendal. Wie sein Onkel Alfred Alsleben war er Sportler. Im Volleyball war er ab 1956 bei der Mannschaft des HSG Motor/Lok Magdeburg in der DDR-Liga aktiv.

### Schwerin
1964 wurde er zum SC Traktor Schwerin „delegiert“. Er spielte dort in der DDR-Oberliga, gewann mit der Mannschaft den FDGB-Pokal und nahm mehrfach an internationalen Volleyball-Turnieren teil. Nach 1971 war er mehrmals mit ASV Stern Buchholz Armeemeister der NVA im Volleyball. Von 1965 bis 1970 studierte er weiter Bauingenieurwesen an der Ingenieurhochschule Wismar. Danach arbeitete er bis 1985 im Wohnungs-, Industrie- und Gesellschaftsbau der drei Schweriner Baubetriebe an der Vorbereitung vieler Großbauvorhaben mit, so auch am Ferienkomplex Fritz Reuter in Zippendorf. Er war Mentor und Fachbetreuer von Studenten der Ingenieurschule Schwerin, der Ingenieurschule für Bauwesen Neustrelitz und der Ingenieurhochschule Wismar. An der Betriebsakademie für Bauwesen unterrichtete er Meister im Bauwesen. Nach diesen 15 Jahren übernahm Alsleben 1985 die Leitung des Bereiches Restaurierung beim Schweriner Schloss. Die Schwerpunktprobleme bei dem denkmalpflegerisch außerordentlich bedeutungsvollen Baudenkmal waren damals die Gründungssanierung, die Bauwerkstrockenlegung, die technische Ver- und Entsorgung mit einer vorhandenen Kohleheizung, die Dachsanierung und die historisch getreue Restaurierung ausgewählter Räume für eine weitere Nutzung als Museum im Schloss. Um Fachingenieur für Denkmalpflege zu werden, absolvierte Alsleben von 1988 bis 1990 ein Aufbaustudium an der Technischen Universität Dresden, Sektion Architektur.

### Dobbertin

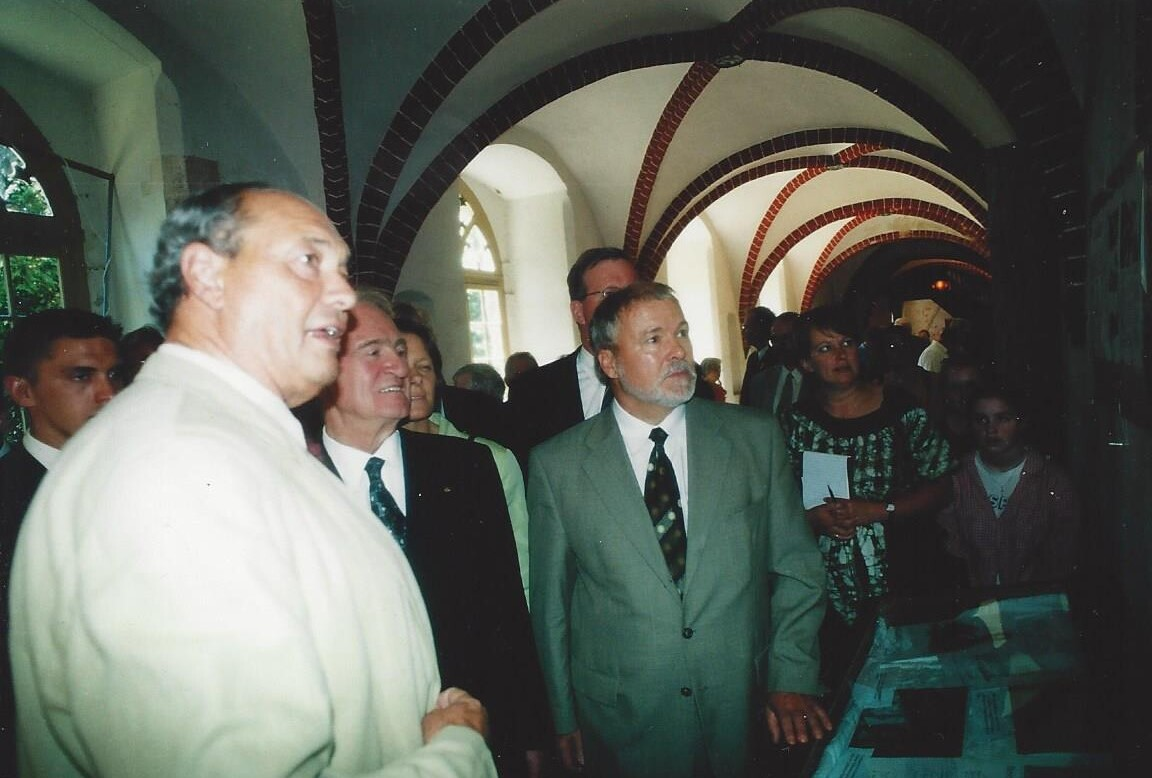
Horst Alsleben mit Bundespräsident Rau und Ministerpräsident Ringstorff im Kloster Dobbertin (2001)

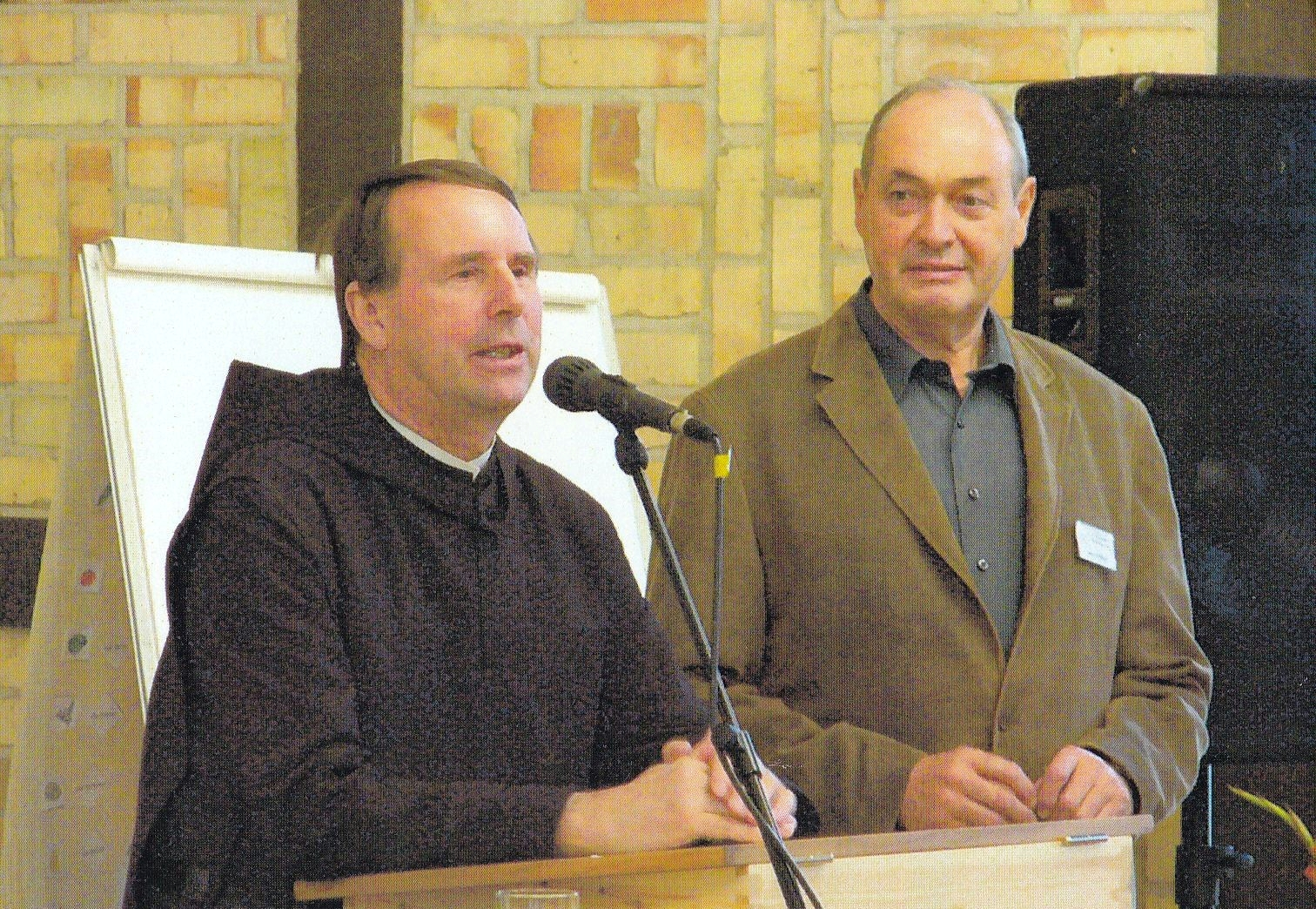
Horst Alsleben mit Benediktinermönch Pater Ulrich vom Kloster Ottobeuren bei den Dobbertiner Klostertagen (2004)

Zur Zeit der Deutschen Wiedervereinigung war Dobbertin eine baufällige Außenstelle der Bezirksnervenklinik Schwerin. Zugleich war sie die einzige in ihrer Gesamtheit erhaltene Klosteranlage der Benediktiner in Mecklenburg. Als sie 1991 von der Evangelisch-Lutherischen Landeskirche Mecklenburgs übernommen und das Diakoniewerk Kloster Dobbertin gGmbH gegründet wurde, übernahm Alsleben 1991 die denkmalgerechte Sicherung, Sanierung und Restaurierung des Klosters. Viele Details bei deren Gestaltung und der Sanierung der Klosteranlage tragen seine Handschrift. Er organisierte die Dobbertiner Klostertage, an denen auch Benediktinermönche aus dem Kloster Ottobeuren, dem Priorat St. Ansgar (Nütschau) und Nonnen aus dem Kloster Alexanderdorf teilnahmen. 2001 führte er Bundespräsident Johannes Rau und Ministerpräsident Harald Ringstorff durch die Klosteranlage. Im selben Jahr nahm er in Potsdam die Bronzetafel für Dobbertin entgegen: GEFÖRDERT DURCH DIE DEUTSCHE STIFTUNG DENKMALSCHUTZ, die am Mitteleingang des Damenhauses IV zu sehen ist.
Auch auf sein Engagement bei der Deutschen Stiftung Denkmalschutz in Bonn und der Deutschen Bundesstiftung Umwelt in Osnabrück gehen Unterstützung und finanzielle Mitwirkung an der denkmalgerechten Sanierung der Klosterkirche und einzelner Damenhäuser zurück. Alsleben war 1994 im noch nicht sanierten Refektorium des Klosters Dobbertin Mitbegründer des Fördervereins Dorfkirchen in Not. 1991 wurde er in den ersten Vorstand des Landesheimatverbands Mecklenburg-Vorpommern für den Bereich Denkmalpflege gewählt. 2005 trat er in den Ruhestand. Er widmete sich der Heimatgeschichte im Raum des Naturparks Nossentiner/Schwinzer Heide, was sich in vielen seiner 247 Zeitschriften- und Zeitungsartikel widerspiegelt. Für das Mecklenburgische Klosterbuch arbeitete er am Kapitel Dobbertin mit.
Nach jahrelangen Recherchen fand er das seit 1939 verschollene Dominakreuz des Klosters Dobbertin in den kunsthandwerklichen Sammlungen des Staatlichen Museums Schwerin wieder. Wichtig war ihm die Zusammenarbeit mit der Förderschule im Kloster Dobbertin.

### Andere Restaurierungen
Alsleben betreute für den Verein Dorfkirchen in Not die fachliche Sicherung und Sanierung mehrerer Dorfkirchen. Darunter waren die Dorfkirche Ruest und die Dorfkirche Below. In Ruest leitete er den Umbau der früheren Dorfschule zum Wohnhaus der Diakonie für Menschen mit Autismus.

## Publikationen
- Das Schloß Schwerin – Aufgaben und Probleme seiner denkmalpflegerischen Rekonstruktion. In: Kulturbauten, Heft 1, Berlin 1988, S. 6–7.
- 775 Jahre Dobbertin, altes Kloster mit neuen Hoffnungen. Schicksal zwischen Mönchsorden, Damenstift und Heimstatt für Behinderte. In: Mitteldeutsches Jahrbuch für Kultur und Geschichte, Band 3. Bonn 1996, S. 305–307.
- Die Nonnen von Dobbertin. In: Festschrift zum Jubiläum der Stadt Goldberg, 1997, S. 25–27.
- Spaziergang durch das alte Dobbertin. 2002.
- Zur Geschichte des Klosters Dobbertin. Die Klosterkirche Dobbertin. In: Die Dorf-, Stadt- und Klosterkirchen im Naturpark und seinem Umfeld. 2003, S. 98–107.
- Kloster Dobbertin, Schicksal und Chancen. In: Klosteranlagen in Mecklenburg und Vorpommern. 2005, S. 110–114.
- Die Schule des Klosters Dobbertin. In: Festschrift anlässlich der Einweihung und Eröffnung des sanierten Klausurbereiches im Kloster Dobbertin. 2006, S. 43–45.
- Bossow, Kirch Kogel, Kleesten, Mühlenhof, Neuhof bei Kläden, Rum Kogel, Sehlstorf, Spendin. In: Die Gutsdörfer, Gutsanlagen und Parks im Naturpark und seinem Umfeld. 2007.
- Mathilde von Rohr und das Kloster Dobbertin. Festschrift zum 200. Geburtstag einer Freundin Theodor Fontanes. In: Dobbertiner Manuskripte, Heft 9. Dobbertin 2010. 3. Auflage 2013.
- Das Jungfrauenkloster als evangelisches Damenstift, ein Klosteramt in Mecklenburg-Schwerin. In: Kloster Dobbertin. Geschichte – Bauen – Leben. Beiträge zur Kunstgeschichte und Denkmalpflege in Mecklenburg-Vorpommern, Band 2, Schwerin 2012, S. 42–52.
- Der Dobbertiner Konvent eine christliche Gemeinschaft im Herzogtum Mecklenburg-Schwerin. In: Kloster Dobbertin. Geschichte – Bauen – Leben. Beiträge zur Kunstgeschichte und Denkmalpflege in Mecklenburg-Vorpommern, Band 2, Schwerin 2012, S. 53–63.
- Alt Schwinz, Dobbertin, Dobbin, Jellen, Kläden, Neu Schwinz mit Hellberg-Ziegelei. In: Die Bauern- und Waldarbeiterdörfer im Naturpark und seinem Umfeld. 2012.
- Dobbertin bei Goldberg. In: Germania Benedictina, Band X: Mecklenburg-Vorpommern, Sachsen-Anhalt, Thüringen und Sachsen. St. Ottilien 2012.
- John Brinckman, Spurensuche im Klosteramt Dobbertin. In: Dobbertiner Manuskripte, Heft 15. Dobbertin 2014.
- mit Ernst Münch: Dobbertin: Kloster S. Maria, S. Johannes Evangelist (Ordo Sancti Benedicti/Benediktinerinnen). In: Mecklenburgisches Klosterbuch, Band 1 (2016), S. 176–216.
- mit Holger Roggelin und Rüdiger Döhler: Die Kirche Dobbin – eine alte Dorfschönheit. In: Mein Mecklenburg IV/2015, S. 47–49.
- Die doppeltürmige Klosterkirche. In: Stier und Greif, Heft 2 2017, ISBN 978-3-356-02083-0, S. 18–22.
- Der Wismarer Heinrich Gustav Thormann und die Dobbertiner Klosterkirche. In: Wismarer Beiträge, Heft 23, 2017, S. 80–95.
- Küchenmeister – ein gefragter Job im Klosteramt. In: Mitteilungen des Vereins für mecklenburgische Familien- und Personengeschichte e. V., Heft 40 (2018), S. 19–20.
- Kloster Dobbertin – 800 Jahre mecklenburgische Geschichte. In: MFP – Schriftenreihe, Heft 18, 2018, ISBN 978-3-946273-04-2, S. 161–179.
- Die doppeltürmige Klosterkirche Dobbertin. In: Mitteldeutsches Jahrbuch für Kultur und Geschichte, Band 26. Bonn 2019, ISBN 978-3-9818871-9-8, S. 255–258.
- Dobbertiner Klosterhauptmann steckbrieflich gesucht. In: Mitteilungen des Vereins für mecklenburgische Familien- und Personengeschichte e. V., Heft 42 (2019), S. 18–21.
- Dobbertin – ein Dorf mit altem Kloster. In: Der Holznagel, Heft 5/2019, S. 6–15.
- Dobbertiner Klosterakten geben Auskunft zur Familie von Restorff auf Mustin im Klosteramtsbereich. In: Mitteilungen des Vereins für mecklenburgische Familien- und Personengeschichte e. V., Heft 43 (2019), S. 13–17.
- Die Hexen von Dobbertin. In: Stier und Greif, Heft 1 2019, ISBN 978-3-356-02247-6, S. 8–9.
- Parchimer Töchter im Kloster Dobbertin. In: Pütt 2019. Schriftreihe des Heimatbundes e. V. Parchim in Mecklenburg. Parchim 2019, S. 9–11.
- Kloster Dobbertin vor und nach 1945. Von der Nutzung durch Flüchtlinge und als Mütterheim zur Verwendung für Aussiedler und als Landesaltersheim. In: Zeitgeschichte regional. Mitteilungen aus Mecklenburg und Vorpommern. Band 23. Heft 1–2, Rostock, Dezember 2019, S. 102–113.
- Lohmens dichtender Pfarrer. In: Mitteilungen des Vereins für mecklenburgische Familien- und Personengeschichte e. V., Heft 44 (2020), S. 21–23.
- Naturschützer, Komponist und Beamter des Klosters Dobbertin – Postsekretär Bernhard Stehlmann hatte viele Facetten. In: Mitteilungen des Vereins für mecklenburgische Familien- und Personengeschichte e. V., Heft 47 (2021), S. 21–23.
- Petrus Zander, einer der jüngsten Pfarrer in Mecklenburg. In: Mitteilungen des Vereins für mecklenburgische Familien- und Personengeschichte e. V., Heft 48 (2022), S. 45–47.
- Adelswappen auf der Nonnenempore der Klosterkirche Dobbertin. In: MFP – Schriftenreihe Heft 20, 2022, ISBN 978-3-946273-11-3, S. 33–47.
- Sonderpreis für den Königsschuss. In: Mitteilungen des Vereins für mecklenburgische Familien- und Personengeschichte e. V., Heft 49 (2022), S. 17–20.